# 32811 Apisaon
32811 Apisaon este o planetă minoră (asteroid), cu un diametru de 28,249 km, din Asteroid troian al lui Jupiter. A fost descoperită pe 14 octombrie 1990 la Thüringer Landessternwarte Tautenburg⁠(d) de Freimut Börngen. 
Obiectul prezintă o orbită caracterizată de o semiaxă mare de 5,253527 UAi, o excentricitate de 0,075, o înclinație de 19,87168 ° în raport cu ecliptica.